# James Beckford

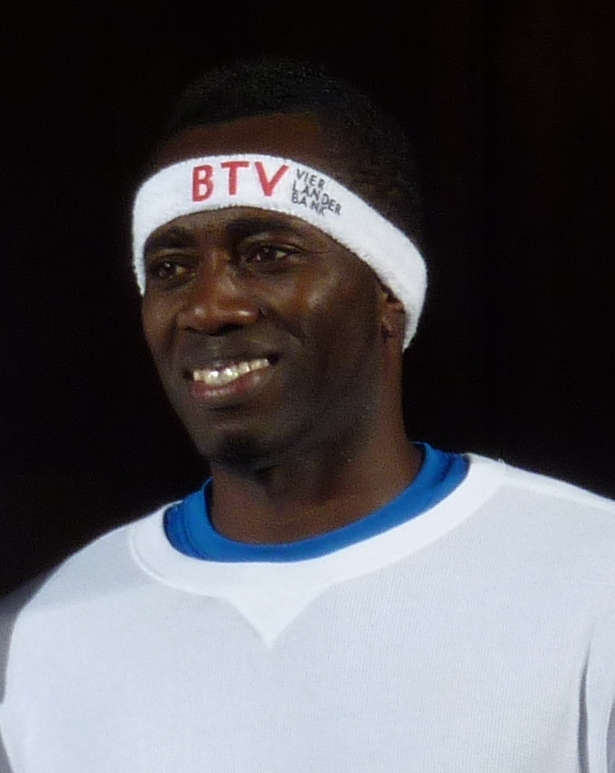
Beckford 2012 in München

James Beckford (* 9. Januar 1975 im Saint Mary Parish) ist ein jamaikanischer Weitspringer.
Anfangs betrieb er parallel den Dreisprung, und am 20. Mai 1995 erzielte er in Odessa mit 17,92 m eine Weite, mit der er immer noch Platz sieben in der Ewigen Weltrangliste belegt (Stand: Juni 2012).
Den Durchbruch im Weitsprung schaffte er im selben Jahr bei den Leichtathletik-Weltmeisterschaften in Göteborg, wo er mit einer Weite von 8,30 m Silber errang. Dies machte ihn zu einem der Favoriten bei den Olympischen Spielen 1996 in Atlanta, wo er nur von der US-amerikanischen Legende Carl Lewis geschlagen wurde und Silber gewann.
1997 stellte er am 5. April in Orlando mit 8,62 m seine persönliche Bestleistung auf. Ende Juni wurde er bei einem Meeting in Paris positiv auf das Dopingmittel Ephedrin getestet und für drei Monate gesperrt. Kurz vor den Weltmeisterschaften in Athen im August wurde jedoch seine Sperre aufgrund einer Regeländerung verkürzt, so dass er starten konnte und den vierten Platz erreichte.
Bei den Olympischen Spielen 2000 in Sydney scheiterte er allerdings in der Qualifikation. Im Jahr darauf wurde er Siebter bei den Weltmeisterschaften in Edmonton, und bei den Weltmeisterschaften 2003 in Paris/Saint-Denis gewann er eine weitere Silbermedaille, diesmal mit einer Weite von 8,28 m. Bei den Olympischen Spielen 2004 in Athen verpasste er mit 8,31 m die Bronzemedaille um einen Zentimeter und wurde Vierter.
Bei den Weltmeisterschaften 2005 in Helsinki belegte er den neunten, bei den Weltmeisterschaften 2007 in Osaka den sechsten Platz.
James Beckford hat bei einer Größe von 1,83 m ein Wettkampfgewicht von 73 kg.